# Provincia di Casalmaggiore
La provincia di Casalmaggiore, chiamata nel suo primo anno di esistenza provincia di Bozzolo, era una provincia della Lombardia austriaca, esistita dal 1786 al 1791, e in forma drasticamente più ridotta fino al 1797.

## Storia
La provincia fu creata nel 1786 all'atto della suddivisione della Lombardia austriaca in 8 province, create nel clima delle riforme giuseppine.
Il territorio della provincia fu ottenuto da uno scorporo dal vecchio Contado di Cremona, aggiungendovi quella parte del Ducato di Mantova che era stata conquistata secoli prima dai Gonzaga sottraendola al Cremonese, ma che ecclesiasticamente era sempre rimasta sottoposta alla Diocesi di Cremona.

### Suddivisione amministrativa all'atto dell'istituzione (1786)
La provincia era suddivisa in 10 delegazioni:
- delegazione I - distretto di Bozzolo[4]
  - Bozzolo; Gazuolo con Noce Grossa, Pomara, Bomara e Belforte; Moreana con Casatico, San Michele, Campitello, Canicossa, Cesole, Ospitaletto e Gabbiana; Rivarolo con Cividale; San Martino dall'Argine
- delegazione II - distretto di Casalmaggiore[5]
  - Casalmaggiore; Spineda
- delegazione III - distretto di Sabbioneta[6]
  - Commessaggio; Sabbionatta con Ponteterra, Villa Pasquali, Breda Cisoni e Commessagio di Là
- delegazione IV - distretto di Viadana[7]
  - Dosolo con Correggio Verde, Panguaneta e Villa Strada; Pomponesco; Viadana con Bergagnina, Cicognara, Cogozzo, Buzzoletto, Banzolo, Saline, Cavallara, Cizzolo, San Matteo, Bellaguarda, Casaletto e Marinello
- delegazione V - distretto di Scandolara Ravara[8]
  - Cà Ruberto con San Faustino, Castel Ponzone, Gussola con Bellena e Caprile, Martignana, San Lorenzo Aroldo con Cornale, San Martino del Lago, Scandolara Ravara, Solarolo Rainerio, Torricella del Pizzo
- delegazione VI - distretto di San Giovanni in Croce[9]
  - Calvatone, Castel Didone, Romprezzagno, San Giovanni in Croce, San Lorenzo Guazzone, San Paolo Ripa d'Oglio, Tornada
- delegazione VII - distretto di Piadena[10]
  - Breda Guazzona con Gattarolo Bonserio e Gattarolo Cappellino, Cà de' Soresini con Villa de' Talamazzi, Castel Franco con Carzago, Colombarolo, Drizzona, Piadena, Pontirolo, Recorfano con Cassina de' Grossi, Vho, Voltido
- delegazione VIII - distretto di Torre Malamberti[11]
  - Brolpasino, Cà d'Andrea con San Pietro Medegallo, Cà de' Gaggi, Fossa Guazzona, Isolello, Pieve San Maurizio, Pozzo Baronzio, Ronca de' Golferammi, San Lorenzo de' Picenardi con Cà Nova de' Biazzi, Torre d'Angiolini, Torre Malamberti
- delegazione IX - distretto di Pescarolo[12]
  - Bina Nova, Cansero, Cappella de' Picenardi, Castel Novo del Vescovo, Dosso Pallavicino, Gabbianeta, Monticello Ripa d'Oglio con Cà de' Ferrari, Pescarolo, Pessina con Sant'Antonio d'Anniata, Pieve Terzagno, Stilo de' Mariani, Villa Rocca con Quadri
- delegazione X - distretto di Canneto[13]
  - Acqua Negra con Beverara, Valli e Mosio, Canneto con Garzeghetto e Bizzolano, Casalromano con Fontanella, Isola Dovarese, Ostiano con Volongo, Redondesco con Piopino, Tartarello, Bologne, San Salvadore, San Fermo, Coelle e Fenilli, Mariana

### La riduzione del 1791
Nel 1791 il nuovo imperatore Leopoldo II emanò un editto che cancellò la generalità delle riforme provinciali del defunto fratello. Con una clausola particolare tuttavia, non tutta la provincia di Casalmaggiore fu liquidata ma, per giustificare l'anomala posizione cui sarebbe tornata la città, le fu lasciato un piccolo territorio composto dai distretti del capoluogo e di San Giovanni in Croce. Tutto il resto della provincia fu restituito a Cremona o a Mantova rispettivamente. L'invasione napoleonica del 1797 abolì poi anche ciò che era rimasto del compartimento di Casalmaggiore.